# دی‌سولفور دکافلوئورید
دی‌سولفور دکافلوئورید (به انگلیسی: Disulfur decafluoride) با فرمول شیمیایی S۲F۱۰ یک ترکیب شیمیایی با شناسه پاب‌کم ۶۲۵۸۶ است. 